# Australodocus
Australodocus is een geslacht van sauropode dinosauriërs, behorend tot de groep van de Neosauropoda, dat tijdens de Late Jura leefde in het gebied van het huidige Afrika.

## Vondst en naamgeving
In 1909 vond Werner Janensch tijdens de befaamde grote Duitse expeditie naar de mergelbedden van de Tendaguruformatie, lagen uit het Tithonien van het toenmalige Duits-Oost-Afrika, het huidige Tanzania, die ook de bekende Brachiosaurus-vondsten heeft opgeleverd, op vindplaats G sauropode halswervels die werden genummerd van G-68 tot G-71. Ze werden niet speciaal beschreven en opgeslagen met het label Barosaurus africanus. Het is niet zeldzaam dat er een enorme achterstand bestaat bij de preparatie en beschrijving van fossielen. Oorspronkelijk waren er vier wervels; twee zijn verloren gegaan tijdens de Tweede Wereldoorlog. In 2006 wees Remes de wervels toe aan Tornieria africana maar onderzocht het materiaal daarna nauwkeuriger.
De typesoort Australodocus bohetii is in 2007 benoemd en beschreven door Kristian Remes. De geslachtsnaam is een combinatie van australis, Latijn voor "zuidelijk" — een verwijzing naar het feit dat de vindplaats zich op het toenmalige supercontinent Gondwana bevond — met het achterste gedeelte van de geslachtsnaam van Diplodocus, van het Grieks δοκός, dokos, "balk", een verwijzing naar de balkvormige chevrons: zo wordt de klemtoon gelegd op het feit dat Diplodocidae in die tijdshorizon vrij zeldzaam waren in dat gebied; alleen de ook in de Tendaguru gevonden Tornieria was tot nu bekend. De nieuwe soort betekent dat fragmentarisch diplodocide materiaal uit Afrika niet meer automatisch aan Tornieria kan worden toegeschreven. De soortaanduiding eert Boheti bin Amrani, de opzichter van de enorme groep lokale arbeiders die de fossielen opgroef.
Het holotype is HMN MB.R.2455, een middelste halswervel. Het is het oude specimen G-70. Het paratype is MB.R.2454, ook een middelste halswervel, Het is het oude specimen G-69. Het komt vermoedelijk van hetzelfde individu als het holotype en lag meer achteraan in de reeks wervels. Het betreft wellicht de zesde en zevende halswervel.

## Beschrijving

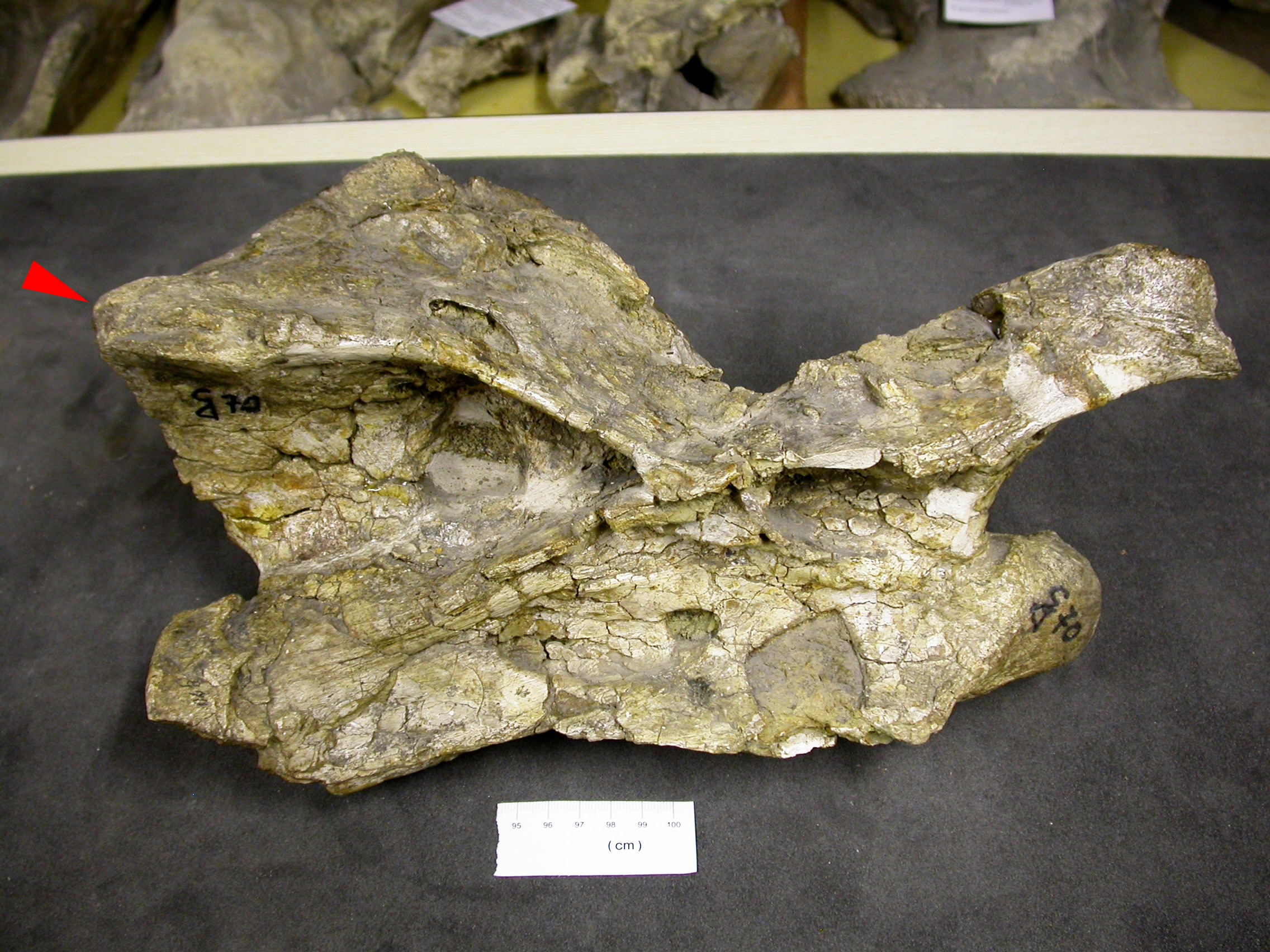
Het holotype

In 2010 schatte Gregory S. Paul de lichaamslengte op zeventien meter, het gewicht op vier ton. Hierbij ging hij er echter van uit dat het een diplodocide betrof.
Gezien de beperktheid van de resten kan weinig over de speciale bouw van Australodocus gezegd worden. De wervels zelf waren niet extreem verlengd zoals bij Tornieria en ook niet sterk gepneumatiseerd: van luchtholten voorzien.
Remes gaf vier autapomorfieën aan, afgeleide nieuw eigenschappen. De pleurocoelen zijn zwak ontwikkeld. De richel die aan de achterste buitenzijde van de bolling van het voorfacet loopt, is sterk naar achteren en beneden gericht. Er bevindt zich een driehoekige uitholling onder het voorste gewrichtsuitsteeksel, begrensd door de buitenste tak van de richel tussen het wervellichaam en het voorste gewrichtsuitsteeksel en de naar voren reikende richel tussen het zijuitsteeksel en het voorste gewrichtsuitsteeksel. Het voorste gewrichtsuitsteeksel draagt een opvallend secundair uitsteeksel dat naar voren gericht is, zijdelings gekield is, en het voorste gewrichtsuitsteeksel naar voren voorbijsteekt.
Deze autapomorfieën zijn gebaseerd op de vooronderstelling dat Australodocus een diplodocide was. In 2011 concludeerde Whitlock dat het een titanosauriform betrof. Dat leverde een iets andere unieke combinatie van kenmerken op. Daarin bleef het kenmerk van het extra uitsteeksel uniek, alsmede de lange voorste richel van het zijuitsteeksel uit langs de driehoekige uitholling. Het normale diplodocide kenmerk dat de middelste halswervels gevorkte doornuitsteeksels hebben, werd nu echter afwijkend.

## Fylogenie
Australodocus werd door Remes in de Diplodocidae geplaatst, voornamelijk wegens de gevorkte doornuitsteeksels. Dit was niet gebaseerd op een exacte kladistische analyse. In 2011 concludeerde een studie door John Whitlock, die wel zo'n analyse bevatte, echter dat het een meer afgeleide soort binnen de Titanosauriformes betrof. Australodocus zou de zustersoort zijn van Brachiosaurus brancai ofwel Giraffatitan. Dit past beter bij de gedachte dat de Tendaguru een habitat was, gedomineerd door sauropoden die hoog in de bomen aten. Aan de andere kant is die positie wegens het beperkte materiaal niet heel sterk ondersteund. Sommige onderzoekers blijven een grotere subjectieve waarde hechten aan een meer "iconisch" diplodocide kennerk als middelste halswervels met gevorkte doornuitsteeksels.